# Kanton Meyssac
Meyssac is een voormalig kanton van het Franse departement Corrèze. Het kanton maakte deel uit van het arrondissement Brive-la-Gaillarde. Het werd opgeheven bij decreet van 24 februari 2014, met uitwerking op 22 maart 2015. Met uitzondering van Turenne, dat werd opgenomen in het nieuwe Kanton Saint-Pantaléon-de-Larche, werden de gemeenten opgenomen in het nieuwe kanton Midi Corrézien.

## Gemeenten
Het kanton Meyssac omvatte de volgende gemeenten:
- Branceilles
- Chauffour-sur-Vell
- Collonges-la-Rouge
- Curemonte
- Lagleygeolle
- Ligneyrac
- Lostanges
- Marcillac-la-Croze
- Meyssac (hoofdplaats)
- Noailhac
- Saillac
- Saint-Bazile-de-Meyssac
- Saint-Julien-Maumont
- Turenne